# Aleja Adama Mickiewicza w Krakowie
Aleja Adama Mickiewicza – aleja w Krakowie pomiędzy Czarną Wsią, czyli dzielnicą V Krowodrza i Piaskiem, czyli dzielnicą I Stare Miasto.
Biegnie z południa na północ i jest jedną z ulic tworzących II obwodnicę Krakowa. Jej przedłużeniem na północ jest  al. J. Słowackiego, na południe al. Z. Krasińskiego. Aleję tworzą dwie trójpasmowe ulice rozdzielone pasem zieleni. Razem z al. Z Krasińskiego i al. J. Słowackiego tworzą ciąg komunikacyjny nazywany popularnie Alejami Trzech Wieszczów. Do roku 1912 była to: pomiędzy ul. Karmelicką i ul. Czarnowiejską ulica Piotra Michałowskiego oraz pomiędzy ul. Czarnowiejską a ul. Wolską (dzisiejszą Piłsudskiego) ulica Żabia.

## Historia
Przed powstaniem alei znajdował się na jej miejscu wał ziemny a po jego zachodniej stronie – Bastion I ½ „Na Piasku”, obiekty austriackiej Twierdzy Kraków. Wzdłuż wału biegł nasyp, zbudowanej w latach 1887–1888, kolei obwodowej.
W 1905 roku Miasto wykupiło od wojska teren obwałowań likwidowanej wewnętrznej linii fortów, która do 1909 roku stanowiła granicę Krakowa. W tym samym roku do miasta przyłączono kilka wsi położonych na zachód od linii fortyfikacji. W 1911 roku zlikwidowano linię kolei cyrkumwalacyjnej, postanowiono przeprowadzić szeroki bulwar obwodowy. Włączono do niego biegnące wzdłuż niej a istniejące już wcześniej ulice Michałowskiego i Żabią.
Powstała aleja, szeroki, reprezentacyjny bulwar z dwoma pasami ruchu oddzielonymi pasem zieleni będącym traktem spacerowym. W roku 1912 alei nadano obecną nazwę.

## Zabudowa
Strona wschodnia, nieparzysta: budynki krakowskich wyższych uczelni oraz pomiędzy ulicami Czarnowiejską i Karmelicką najstarsze budynki, czynszowe kamienice.
- al. Mickiewicza 3 – modernistyczny budynek dawnego Seminarium Śląskiego, projektowali Zygmunt Gawlik i Franciszek Mączyński, 1926. Rzeźby ewangelistów projektu Xawerego Dunikowskiego. Obecnie własność Uniwersytetu Jagiellońskiego i siedziba kilku jego instytutów oraz kanclerza uczelni.
- al. Mickiewicza 21 – budynek dawnego Collegium Agronomicum UJ, projektował Józef Sare, 1908. Obecnie Collegium Godlewskiego Uniwersytetu Rolniczego.

Strona zachodnia, parzysta to  budynki muzeum, biblioteki i uczelni oraz park. Pierzeja jako całość została w 2020 roku wpisana do rejestru zabytków.
- al. Mickiewicza 22 – modernistyczny budynek Biblioteki Jagiellońskiej (stary), projektował Wacław Krzyżanowski, 1931.
- al. Mickiewicza 24-28 – Uniwersytet Rolniczy Wydział Hodowli i Biologii Zwierząt oraz biblioteka główna, projektowali Stanisław Juszczyk i Marta Bińkowska, 1960. Na zieleńcu przed budynkiem rzeźby Bronisława Chromego.
- al. Mickiewicza 30 – budynek główny Akademii Górniczo-Hutniczej, projektowali Sławomir Odrzywolski i Wacław Krzyżanowski, 1921. Wydział Geologii, Geofizyki i Ochrony Środowiska oraz biuro Rektora.
- al. Mickiewicza (pl. Inwalidów) – Park Krakowski im. Marka Grechuty

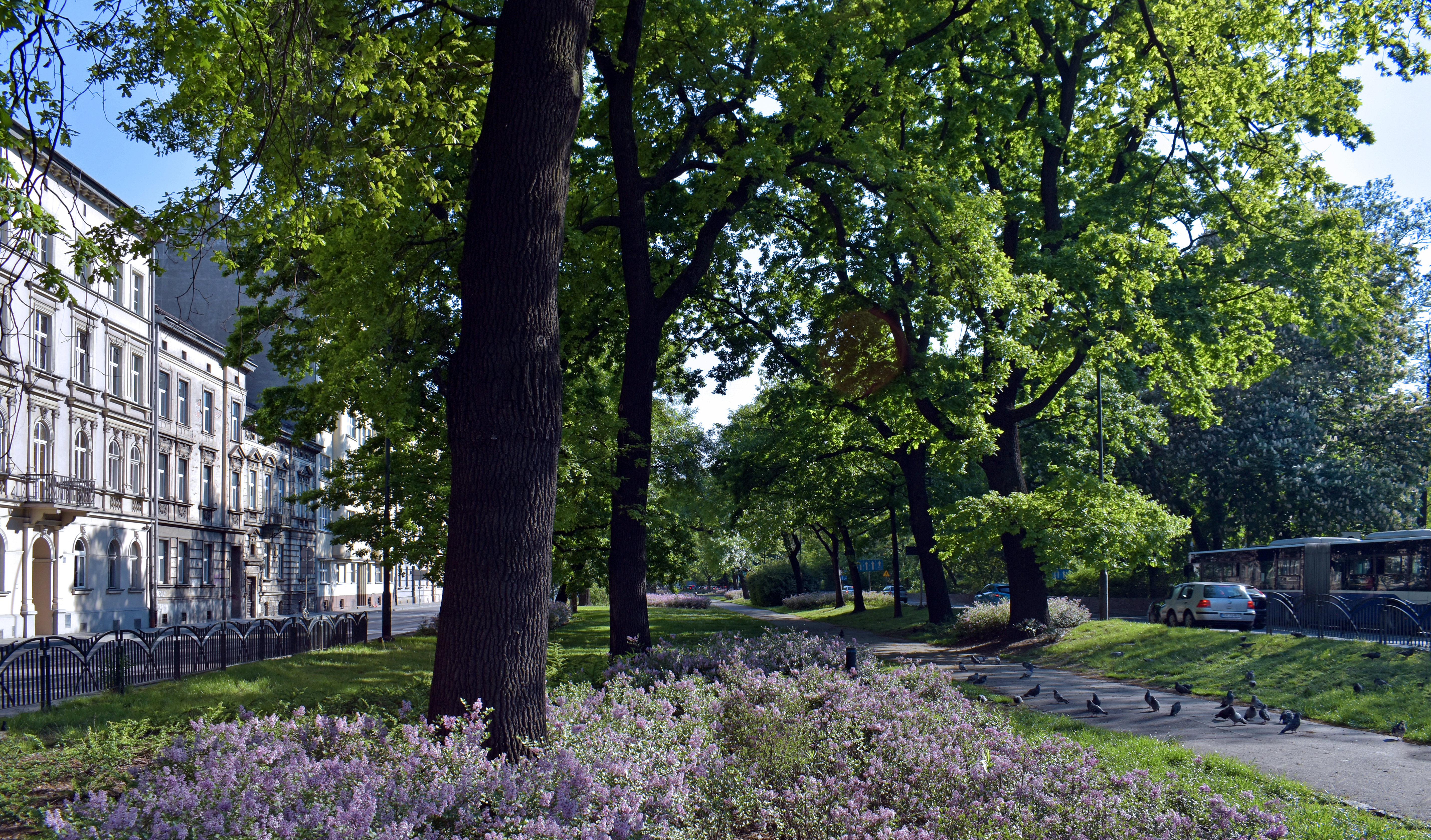
Aleja Mickiewicza widok z północy, z ul. Karmelickiej Po prawej Park Krakowski po lewej czynszowe kamienice.
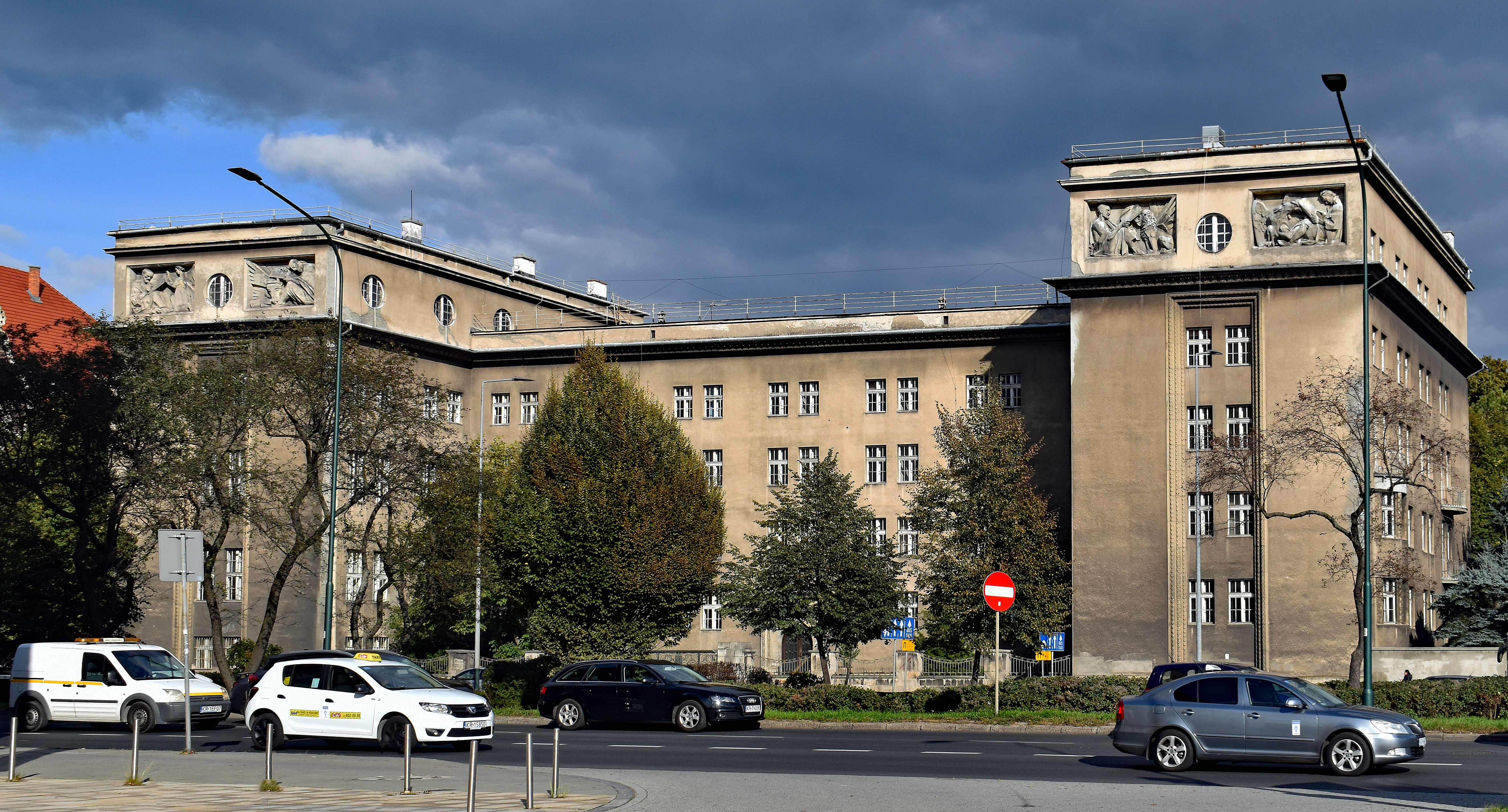
al. Mickiewicza 3 Budynek dawnego Seminarium Śląskiego.
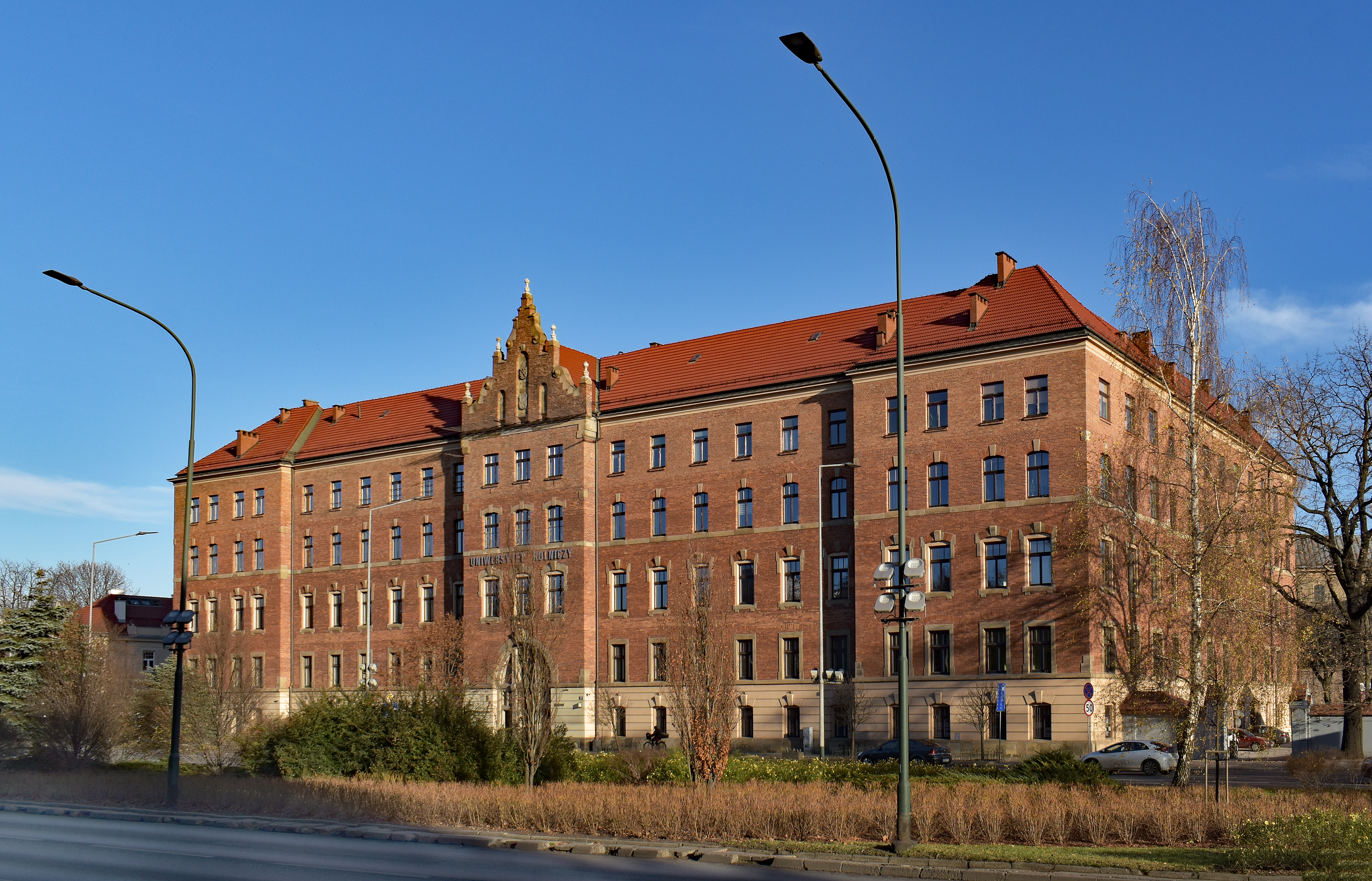
al. Mickiewicza 21 Budynek dawnego Collegium Agronomicum UJ. Obecnie Collegium Godlewskiego UR
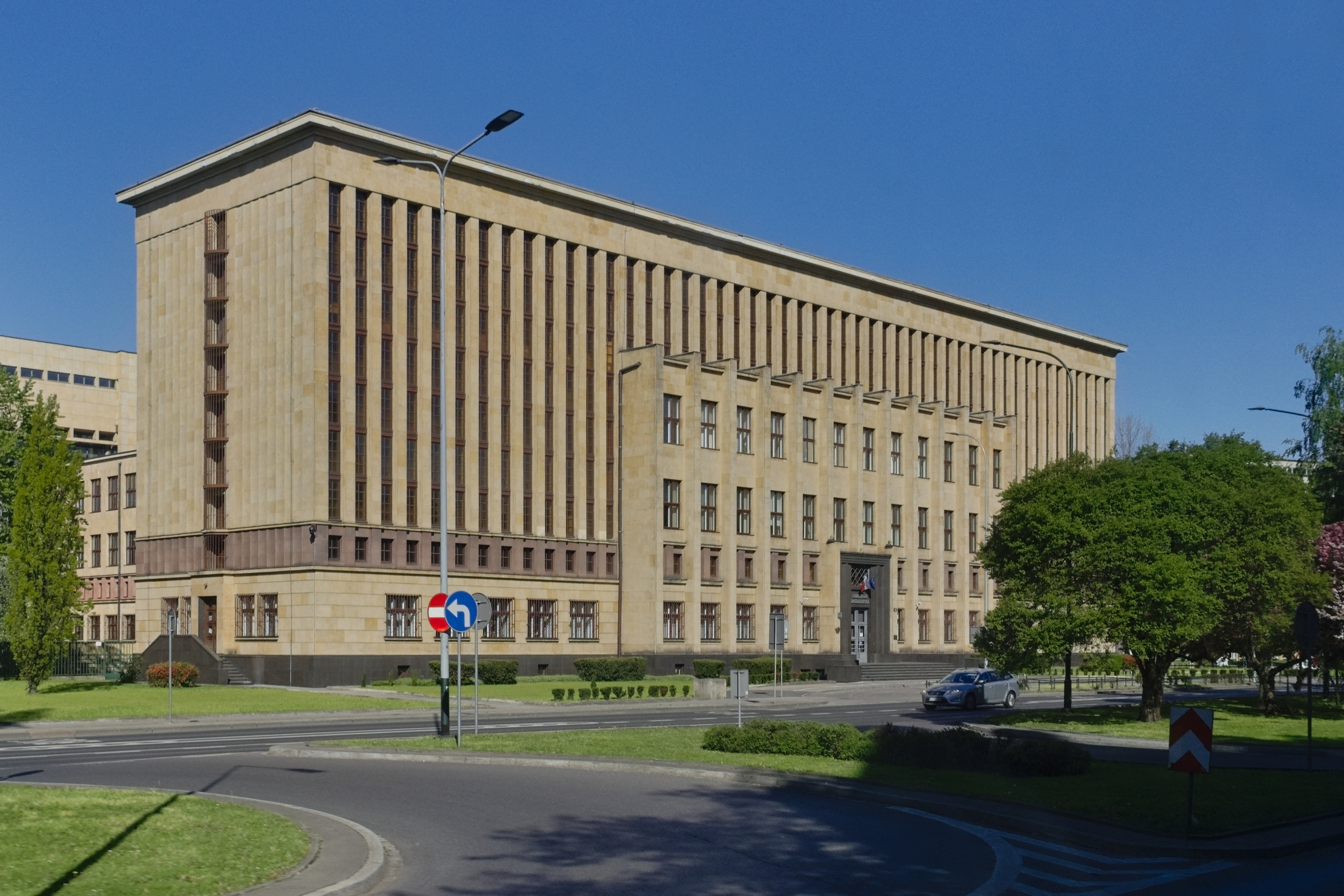
al. Mickiewicza 22 Budynek Biblioteki Jagiellońskiej (stary).
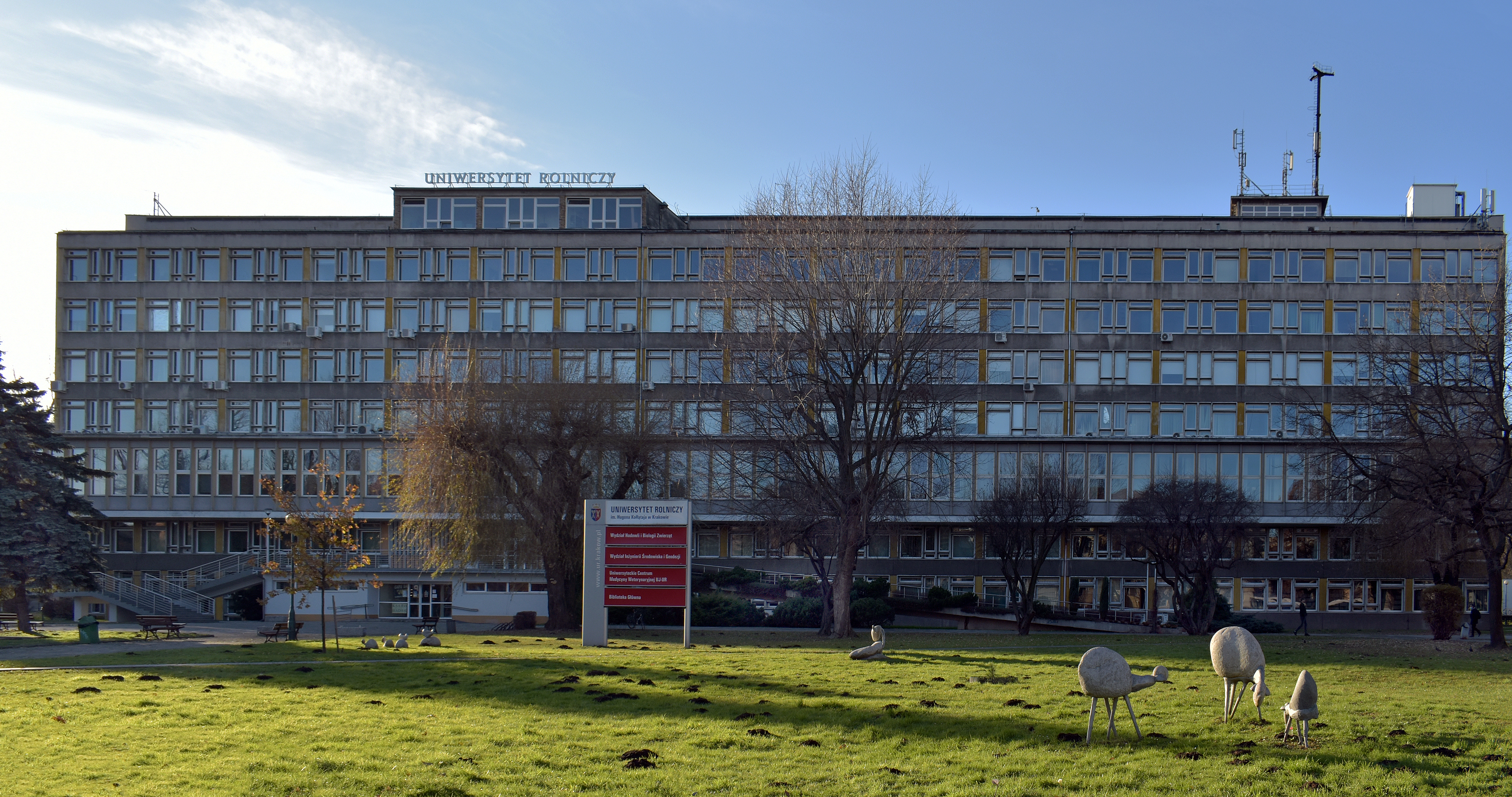
al. Mickiewicza 24-28 Budynek Wydziału Hodowli i Biologii Zwierząt UR
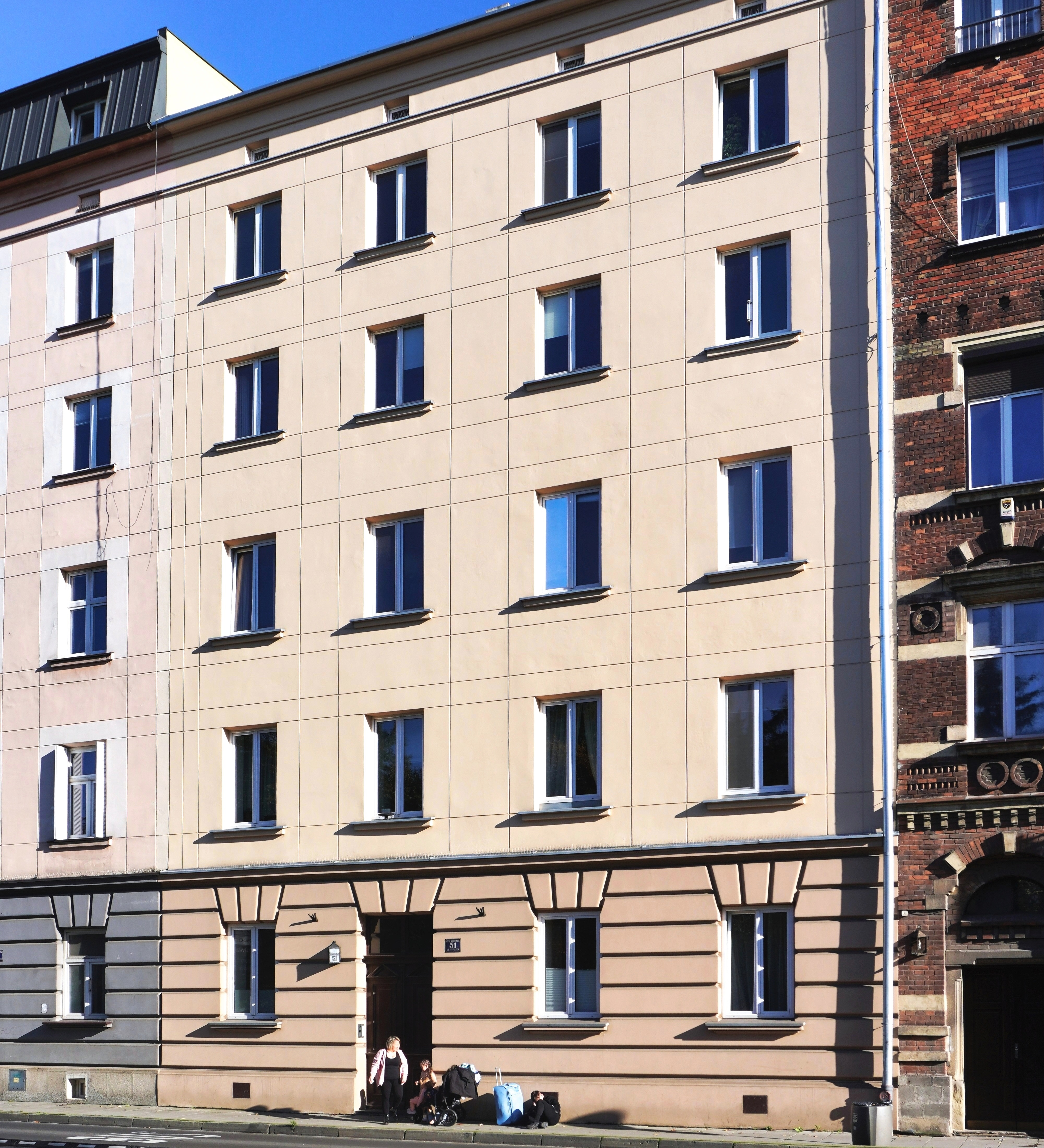
al. Mickiewicza 51 Kamienica czynszowa
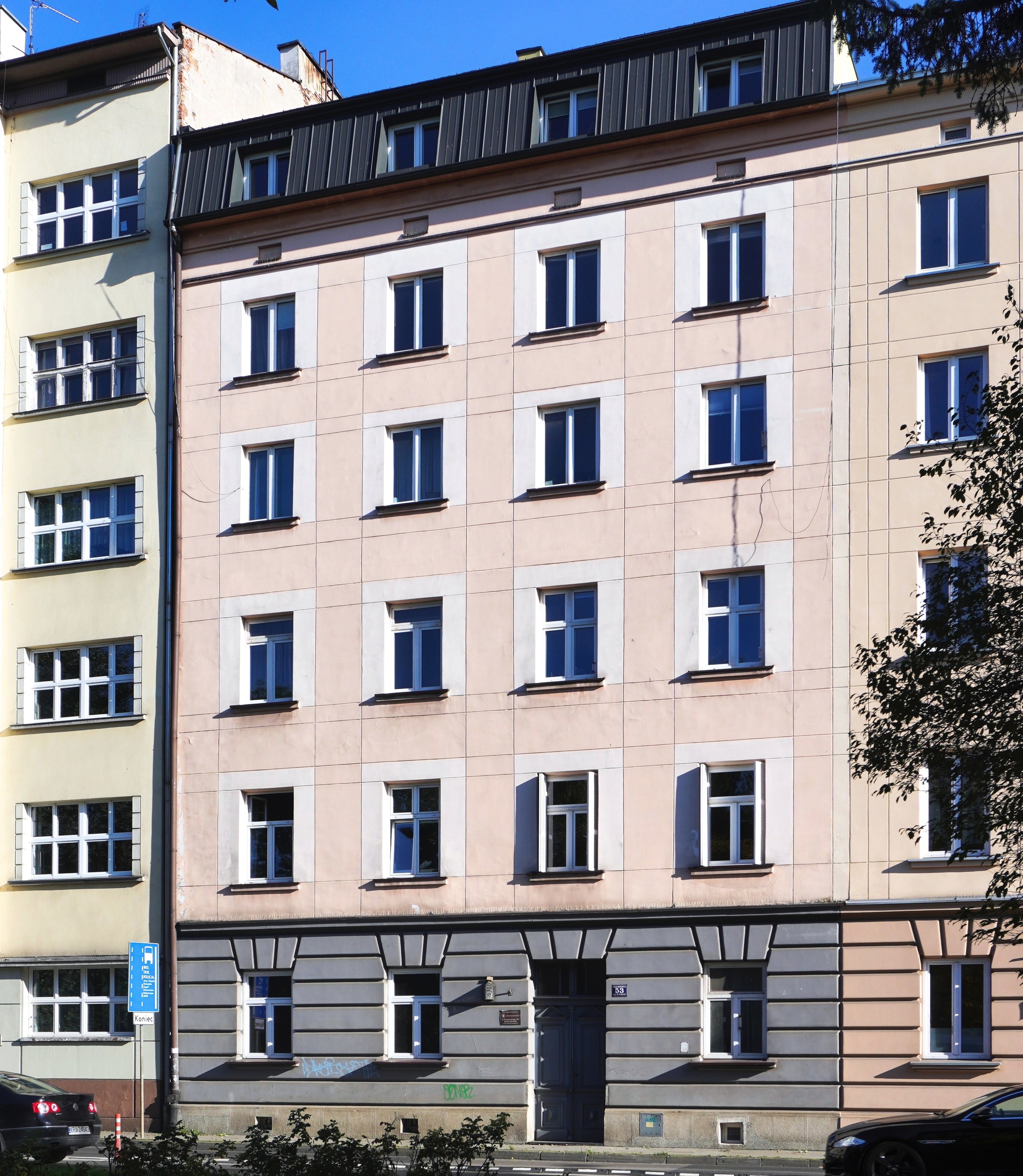
al. Mickiewicza 53 Kamienica czynszowa
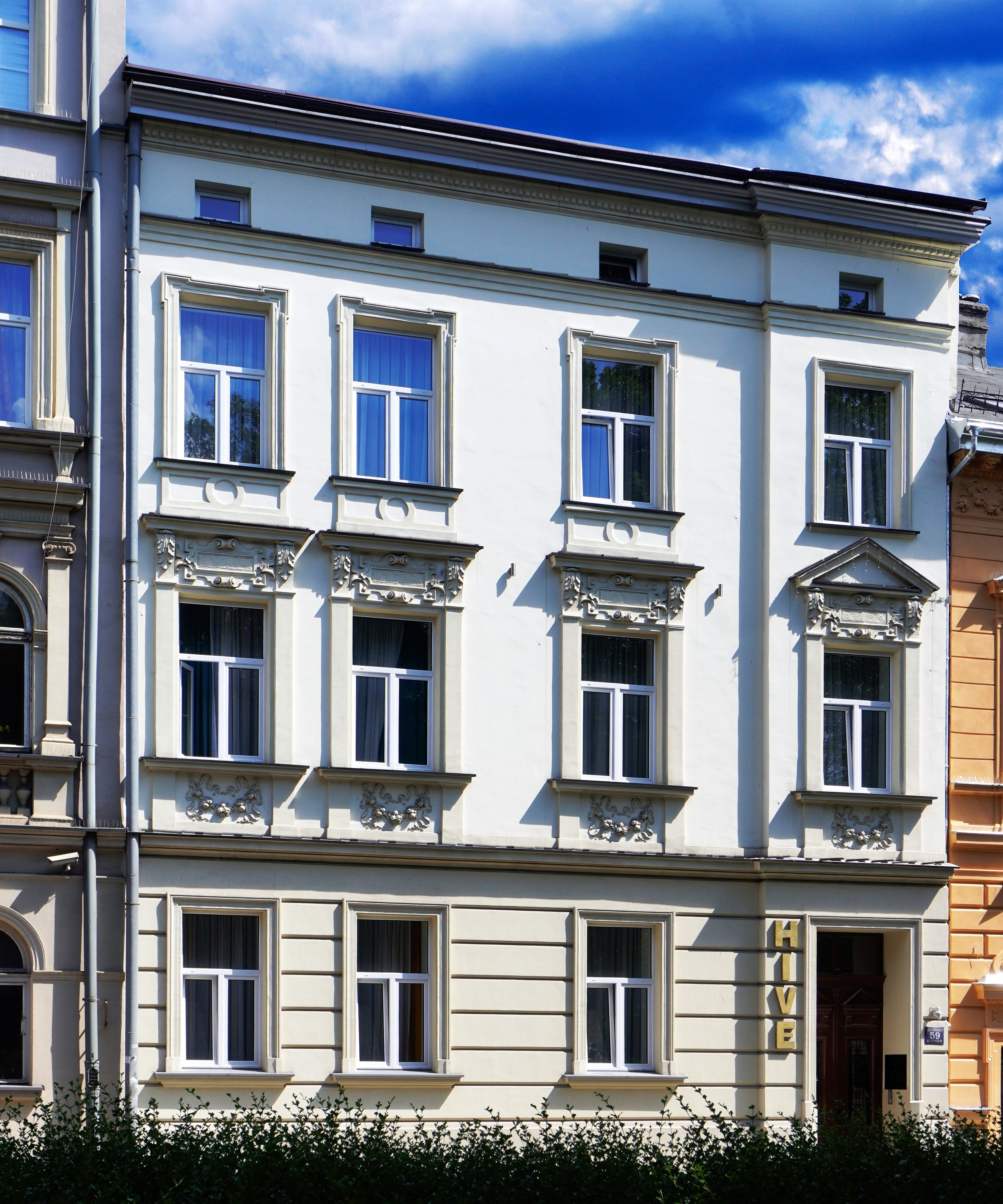
al. Mickiewicza 59 Kamienica czynszowa
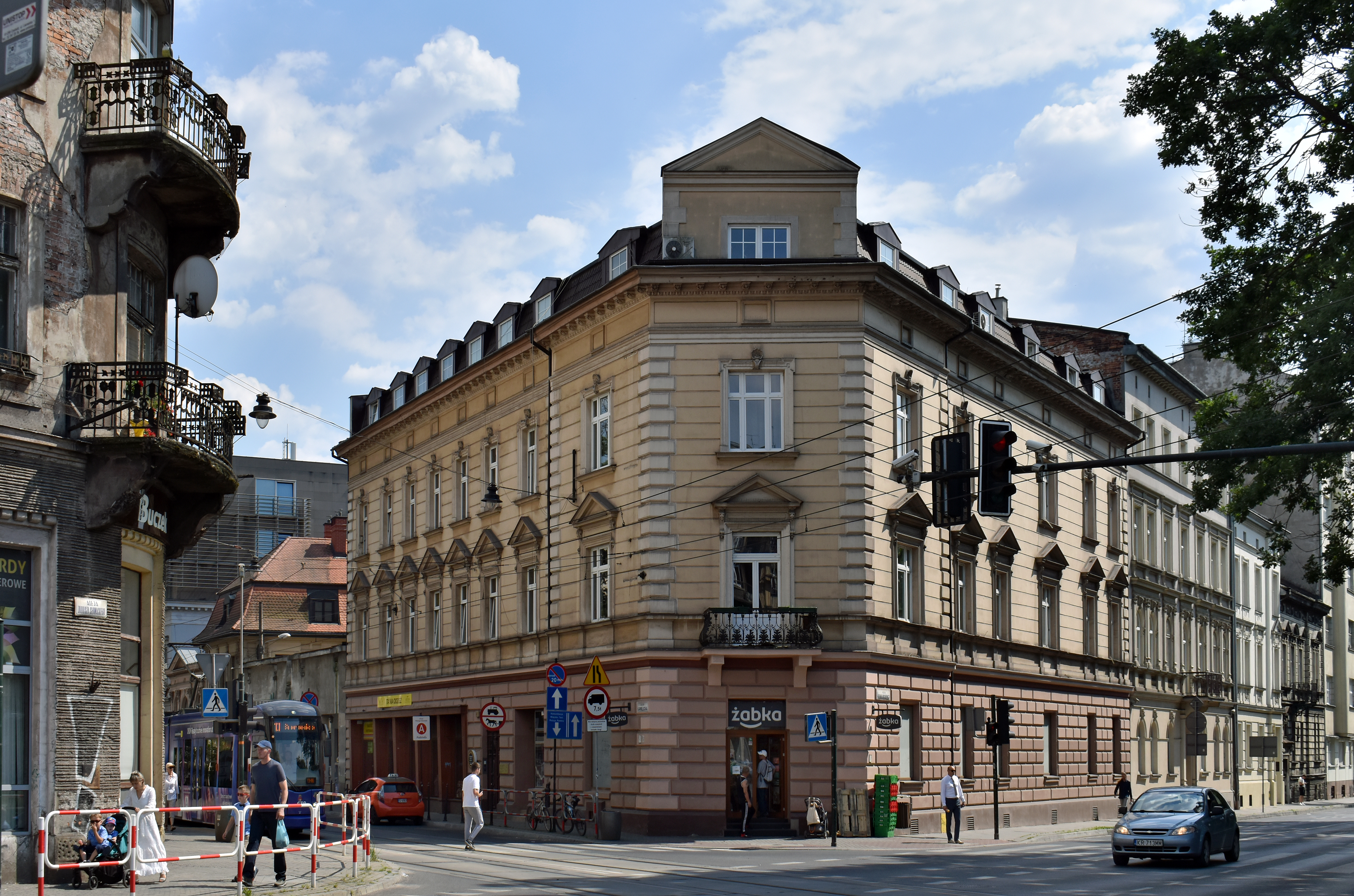
al. Mickiewicza 63 (ul. Karmelicka 70) Kamienica czynszowa
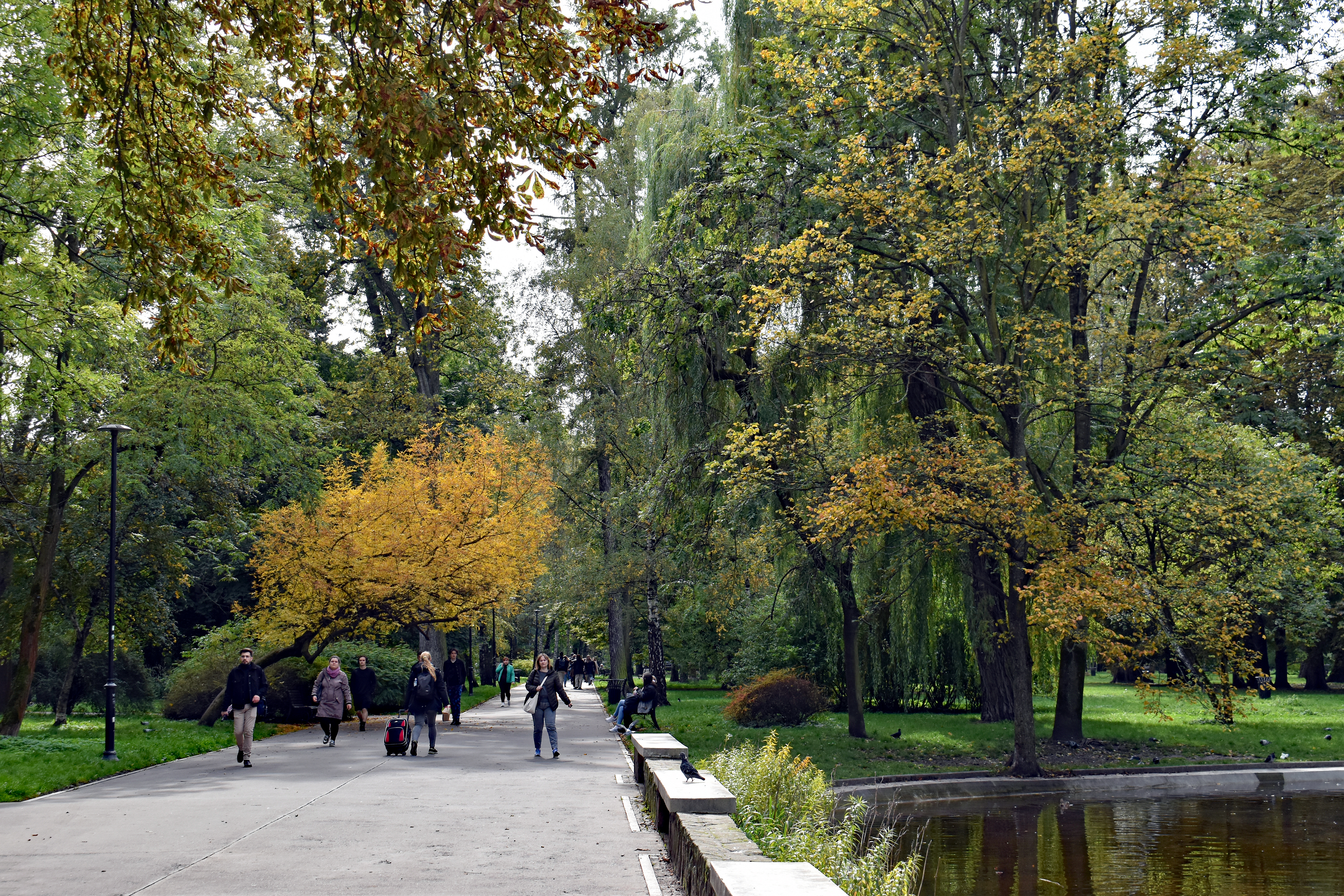
al. Mickiewicza (pl. Inwalidów) Park Krakowski